# Commissaris Rex
Commissaris Rex (Duits: Kommissar Rex) is een Oostenrijkse krimiserie die werd geproduceerd van 1994 tot en met 2004. Hiervan zijn 10 seizoenen gemaakt. In 2008 maakte de serie in Italië een doorstart onder de naam REX. In juni 2015 werd de productie van deze serie na 8 seizoenen gestaakt.

## Productie

### Oostenrijk
De eerste 10 seizoenen spelen zich af in Wenen en werden opgenomen tussen 1993 en 2004. De drie pijlers waar de serie op rust zijn de hond Rex, de jonge inspecteur en Wenen. Toen Rex begon lag de gemiddelde leeftijd van de tv-inspecteurs rond de 50. De bedenkers Peter Hajek en Peter Moser besloten dat de inspecteur in Rex aanzienlijk jonger moest zijn. Het concept slaat enorm aan en wordt verkocht aan diverse landen. Mungo-film produceerde de serie in opdracht van Sat.1, ORF en later ook Taurusfilm.
In Nederland kwam de serie in 1996 voor het eerst op de televisie. De serie werd immens populair en de vraag naar Duitse herdershonden nam voor het eerst in decennia toe. Fokkers noemden het ook wel het "Commissaris Rex effect".
De serie gaat over drie man personeel van een kantoor van de Kriminalpolizei in Wenen. Dit is een onderdeel van de politie in Duitsland en Oostenrijk dat zich uitsluitend bezighoudt met de opsporing en voorkoming van misdrijven. Dit komt overeen met de recherche in Nederland en België. Naast de drie agenten is het kantoor bemand door de politiehond Rex, die een paar extra ogen en oren is voor het team en regelmatig mede de dader(s) weet op te sporen. Het originele team bestond uit Richard Moser, Ernst Stockinger en Peter Höllerer. Dit team werd ondersteund door forensisch onderzoeker Dr. Leo Graf en de gepensioneerde politieagent Max Koch. In seizoen 3 werd Stockinger vervangen door Christian Böck, in de loop van seizoen 4 Moser voor Alexander Brandtner en in de loop van seizoen 5 Höllerer voor Fritz Kunz. Max Koch verdween nadat Moser werd doodgeschoten. In 2002 werd de serie gemoderniseerd en maakten Alexander Brandtner en Christian Böck plaats voor Marc Hoffman en de eerste vrouwelijke hoofdpersoon Niki Herzog. Dr. Graf bleef tot het einde in 2004 bij de serie betrokken.
De serie is geheel in het Duits geschreven, maar de meeste personages spreken met Oostenrijkse dialecten. De serie is opgenomen in Wenen en omgeving, hoewel het gebruik van gebieden in de productie vaak geografisch niet klopt. Prominente locaties in de serie zijn het Haas-Haus, Wiener Secession (onder andere in intro), Stephansdom (eerste beeld in intro), Naturhistorisches Museum Wien, Wener Stadspark, Wasserturm Favoriten, het hoofdkwartier van de Verenigde Naties in Wenen en de Wener riolering.
De serie is verkocht aan diverse landen en werd daarvoor ondertiteld of nagesynchroniseerd. In een aantal landen (zoals Australië) heeft de serie maar 8 seizoenen in plaats van de daadwerkelijke 10. Dit komt doordat sommige korte seizoenen zijn samengevoegd tot een. Dit veroorzaakt lichte verwarring bij de fans van de serie.

### Italië
De serie stopte na 2004, maar in 2007 werd besloten om de serie nieuw leven in te blazen met nieuwe personages. Deze afleveringen werden voornamelijk opgenomen in Rome en waren een coproductie tussen Beta Film GmbH en de Oostenrijkse televisiezender ORF, het Italiaanse Rai Uno en het Spaanse televisiestation Antena 3. Vanaf dit seizoen heette de serie kortweg "REX" en er werd zowel Italiaans als Duits gesproken. Het personage Fritz Kunz was in de eerste drie afleveringen van seizoen 11 te zien. Ook Dr. Graf was in een aflevering te zien.

## Personages

### Rex
Er werd besloten om een herdershond als assistent voor hun rechercheur te nemen. Het begon allemaal met Tobias Moretti en zijn eigen herdershond Wolf Pico. Terwijl Rex nog werd gezocht, maakten zij de eerste proefopnamen. Om een goede hond te vinden ontmoetten Hajek en Moser in Hollywood de beroemde dierentrainer Karl Lewis Miller en zijn dochter Teresa Ann Miller. Vlak bij de Universal Studios ligt hun grote boerderij Animal-Action waar veel dierlijke filmsterren werden getraind, zoals de herdershond uit K-9: P.I., het varkentje in de film Babe en de Sint-Bernard van de film Beethoven. In 1993 reisde Teresa Ann naar Duitsland om in Ingolstadt, waar uitstekende herdershonden gefokt worden, naar de toekomstige commissarishond te zoeken. Nadat ze de honden van 17 fokkers had gezien, koos ze voor BJ. De keuzecriteria waren: grote oren, korte snuit en speelsheid. BJ had perfecte, niet te spitse oren, een atletische figuur en een mooie, heldere vacht. De hond was de enige die rustig op Teresa reageerde, terwijl alle andere honden al snel afgeleid waren. BJ wisselde van eigenaar en kreeg een intensieve en dure filmopleiding. De eerste opnamedag met de "echte" Rex was op 28 juli 1993.
Rex volledige naam in de serie is Reginald von Ravenhorst. Rex is een getrainde politiehond en beheerst meer dan 30 commando's, waaronder: op bevel janken, blaffen, likken, personen neerwerpen, zich dood houden, gapen, schoenen verstoppen, koelkast openen, deuren openen, voorwerpen oppakken (bijvoorbeeld telefoon). De hond leert telkens nieuwe trucs zoals voortduwen van karretjes en opsporen van drugs en lijken. Deze trucs blijken in de loop van de aflevering nuttig te zijn. Rex wordt vaak gebruikt om verdachten te achtervolgen, soms met een GPS-zender, zodat de agenten hem kunnen traceren.
De leader van seizoen 1 t/m 10 (behalve seizoen 8) begint met Rex die door een raam springt. Tijdens de training liet Teresa Rex eerst door een raam springen met dun plastic en een groot gat. Na iedere sprong werd het gat verkleind. Toen Rex ook door het gesloten plastic kon springen, kon voor de camera glas van suiker gebruikt worden.
In de serie wordt vaak "wurstsemmel" gegeten. Dat is een typisch Oostenrijks broodje bestaande uit een kaiserbroodje met extrawurst. Extrawurst is een typische Oostenrijkse gedrongen worst met bacon, knoflook en specerijen. Rex blijkt hier gek op te zijn. Stockinger en later Böck raken hun broodje vaak kwijt aan Rex doordat Rex ze te slim af is.
In de eerste aflevering wordt het oorspronkelijke baasje van Rex, de politieagent Michael, doodgeschoten in een achtervolging. De hond lijkt opgegeven, hij gehoorzaamt niet en hij eet en drinkt niet meer en nabestaanden zijn er niet. Hoofdinspecteur Richard Moser heeft met Rex te doen en als hij hoort dat de hond ontsnapt is, gaat hij poolshoogte nemen bij het graf van de overleden politieagent. Daar vindt hij Rex, en Moser ontfermt zich over de hond en de twee worden onafscheidelijk. De Oostenrijkse politie doet echter moeilijk als Moser vertelt dat hij Rex heeft gevonden en dat hij de hond wil hebben. De hond is staatseigendom en wordt door belastingbetalers onderhouden. Moser kan een verzoek indienen als hij de hond wil kopen. Daarop loopt Moser weg met de tekst: "Ik neem hem mee, want hier gaat hij er waarschijnlijk aan. En wat het geld betreft, stuurt u maar de rekening". Waarop de politie antwoord: "Als u de hond niet terugbrengt maakt u zich schuldig aan ontvreemding". Waarop Moser antwoord: "U kunt uw beklag doen, schriftelijk. En het beste in drievoud". Moser hoort daarna niets meer van de politie.
Rex en Moser delen in eerste instantie een appartement aan de Marrokanergasse 18 in het derde district van Wenen. Ze gaan echter vroeg in de serie op huizenjacht. De huisbaas van het huis dat ze vinden wil geen honden in huis, maar nadat Rex hem waarschuwt voor een gaslek, laat hij Moser en Rex blijven.
Rex is tot nu toe gespeeld door vier Duitse herdershonden. Alle honden zijn getraind door Teresa Ann Miller. Echter bestaat het gerucht dat er veel meer herdershonden voor de serie zijn gebruikt, omdat al het acteerwerk te veel zou zijn voor één hond. Zo zouden stunts met de hond tussen 1994 en 1999 vaak uitgevoerd zijn door de broer van de eerste hond (Soko vom Haus Zieglmayer). Er zouden minimaal vijf herdershonden gebruikt zijn voor een aflevering.
| Naam                                              | Periode   | Seizoen | Opmerkingen |
| ------------------------------------------------- | --------- | ------- | --- |
| Santo vom Haus Zieglmayer Roepnaam: B.J. (Beejay) | 1994–1999 | 1–5     | Geboren: 1 juni 1991 in Ingolstadt (Beieren). Vader: Yago vom Wildsteiger Land, moeder: Otti v Haus Zieglmayer. De hond woog tijdens de serie 38 tot 40 kilo. BJ was 20 maanden oud toen dierentrainster Teresa hem koos als kandidaat. Na 5 maanden kon BJ al als Reginald von Ravenhorst voor de camera's. Hij werd in het Engels getraind, maar ook het Duits bleek geen probleem te zijn. De hond speelde in de eerste 58 afleveringen mee (tot aan seizoen 5 aflevering 4). Na de serie leefde de hond bij de dierentrainster (Animal-Action) in Hollywood. In 2003 is de hond overleden. |
| Rhett Butler                                      | 1999–2004 | 5–10    | Rhett heeft de rol van Rex in 1999 overgenomen, omdat BJ te oud werd. Rhett heeft een wat lichtere vacht in vergelijking met BJ. Rhett werd in de zomer van 1997 geboren in Steiermark en speelde datzelfde jaar als puppie de rol van Rex in de film Baby Rex, Der Kleine Kommissar. Rhett speelde 61 afleveringen mee. Opmerkelijk detail is dat Rhett de zoon is van BJ. Rhett is in februari 2011 overleden. |
| Henry                                             | 2008–2011 | 11–13   | Henry is van Amerikaanse afkomst en lijkt veel meer op BJ dan op Rhett. Henry was in 2008 al 7 jaar oud, terwijl BJ op die leeftijd (7,5 jaar) ongeveer met pensioen ging. |
| Nick                                              | 2012–2015 | 14–18   | Vanaf seizoen 14 speelde de hond "Nick" de rol van Rex. |

### Hoofdinspecteurs

#### Richard Moser (Tobias Moretti, 1994–1998)

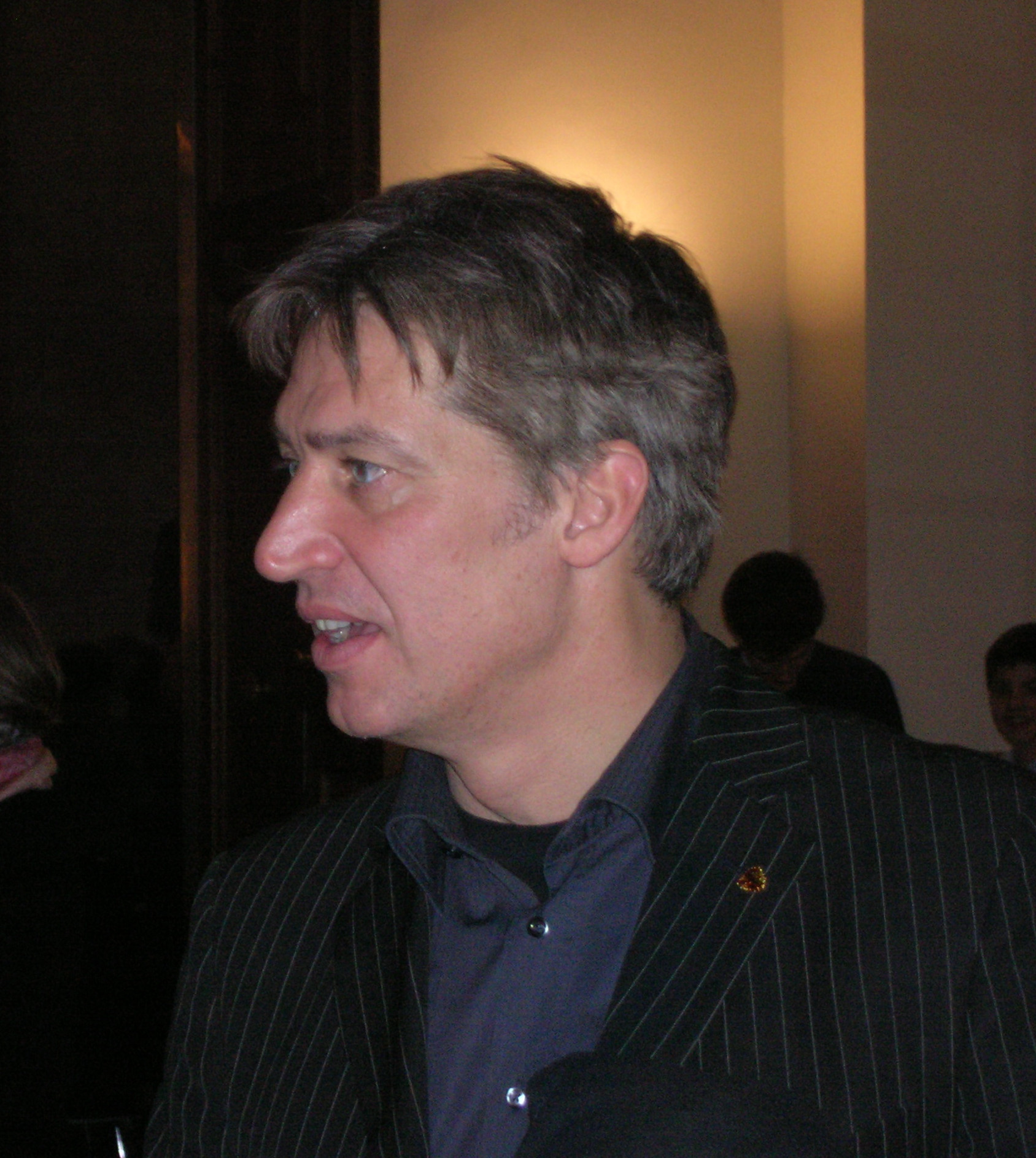
Tobias Moretti in januari 2007

Richard (Richie) Moser is de taaie teamleider van de Kriminalpolizei. De naam Moser is afkomstig van bedenker Peter Moser. Bij de start van seizoen 1 zit hij net in een echtscheiding van zijn vrouw Gina, dat een zware klap voor hem lijkt. Moser was vroeger vrachtwagenchauffeur en rookte toen nog, maar hij is gestopt met roken wegens een longontsteking. Hij stal brommers en de voormalige baas Max Koch bracht hem op het rechte pad door hem bij de politie te halen. Hij woont in seizoen 1 in een flat in de (werkelijk bestaande) Marokkanergasse in het 3de district van Wenen. Hij rijdt aanvankelijk in een Alfa Romeo 155, maar in de eerste aflevering van seizoen 4 tot en met de aflevering Mosers Dood in een Audi A4.
Moser heeft gevoel voor humor en vele vrouwen zijn geïnteresseerd in hem. Hij heeft later een relatie met Sonja Koller (gespeeld door Daniela Gäts), de dierenarts van Rex. Zij verlaat hem voor werk in de Verenigde Staten. Daarna heeft hij nog wat kortstondige (werk)relaties gehad. Moser wordt in de dubbelaflevering Mosers Tod doodgeschoten door de ontsnapte borderline-psychopaat en vrouwenmoordenaar Kurt Hauff, gespeeld door de bekende Duitse acteur Ulrich Tukur. De ontsnapte psychopaat schiet zichzelf vervolgens dood en Rex toont bijna menselijke emotie over het 'ontzielde' lichaam van Moser.
Tobias Moretti verliet de serie omdat hij liever in het theater wilde werken.

#### Alexander Brandtner (Gedeon Burkhard, 1998–2001)

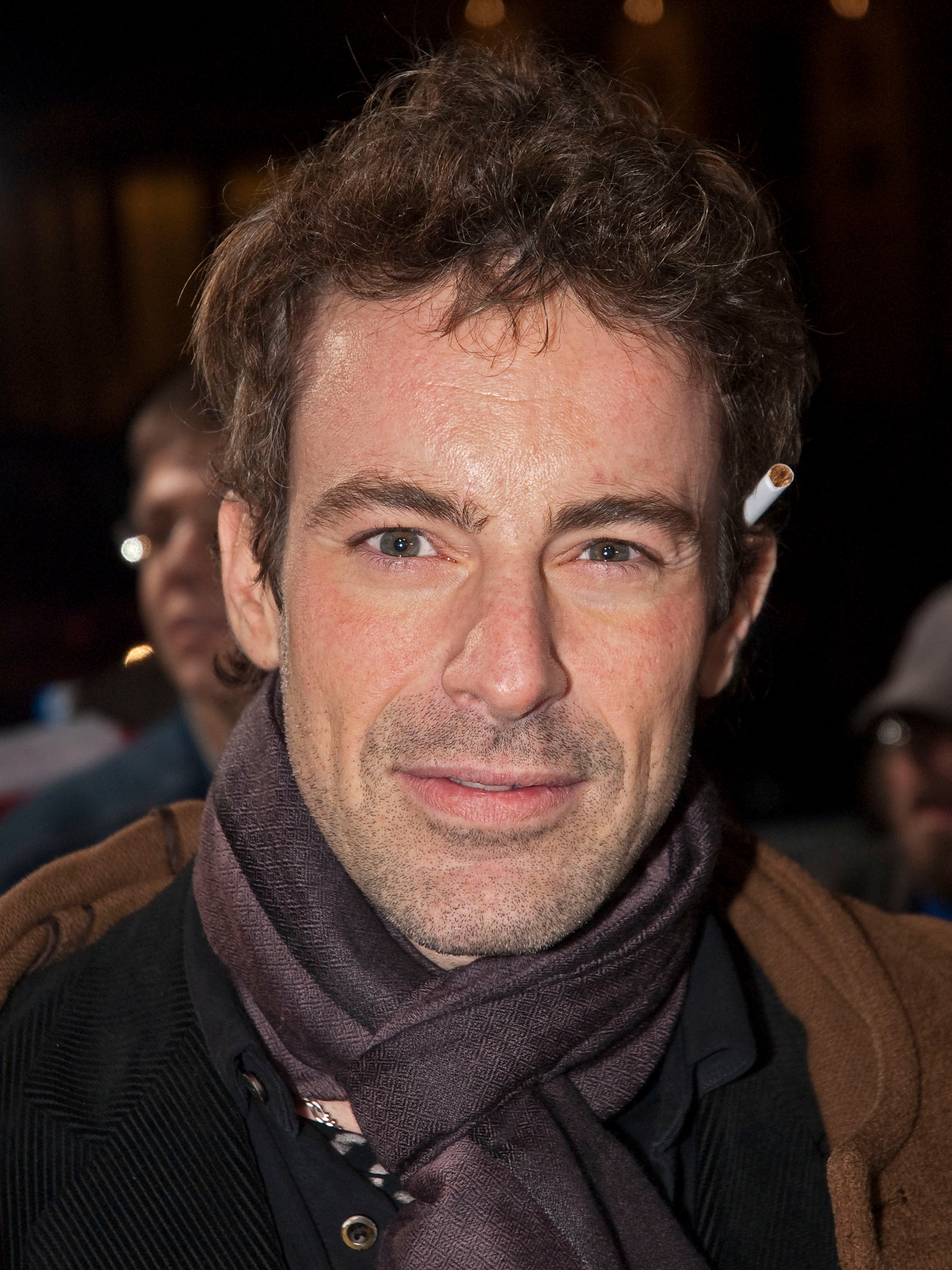
Gedeon Burkhard (2007)

Alex Brandtner is de opvolger van Moser. Na de dood van Moser is Rex, net zoals na het verlies van zijn eerdere baasje, depressief. Hij wil niet eten en wil niet weg uit het huis van Moser. Brandtner slaagt er echter in om Rex uit zijn depressie te krijgen. Alexander had zijn vorige hond, Arco, verloren bij een bomexplosie. Zelf raakt hij hierdoor verwond aan zijn rechteroor. Hij wilde daarna nooit meer aan het werk met honden, tot hij Rex ontmoette. De explosie had ervoor gezorgd dat hij doof is aan zijn rechteroor, een feit dat hij alleen toevertrouwd aan Rex. Brandtner besluit om te verhuizen naar het huis van Moser, omdat Rex het huis niet wil verlaten.
Brandtner is jonger en in vergelijking met Moser atletischer. Hij voert verschillende fysieke stunts uit in de serie, zoals het duiken op een motorkap, snelle achtervolgingen te voet en duiken. Zijn woonkamer is gevuld met boks- en fitnessapparatuur en hij wordt geportretteerd als zeer aantrekkelijk voor vrouwen.
Hij ging als agent diverse malen undercover, bijvoorbeeld in de gevangenis en als een dakloze dronken man. In de eerste aflevering waarin hij te zien is (Der Neue) duikt hij in het Donau-kanaal om een belangrijk bewijsstuk uit het water te halen en in dezelfde aflevering maakt hij samen met Rex een parachute-sprong vanaf een licht vliegtuig om een verdachte te arresteren. Hij beschikt verder over een uitstekend instinct om te meten of een verdachte schuldig of onschuldig is, zelfs zonder enig bewijs.
De rol van Alexander Brandtner wordt gespeeld door Gedeon Burkhard. Deze acteur was al eerder in de serie te zien. Hij speelde in de aflevering "Amok" (seizoen 1 aflevering 9) de moordenaar Stefan Lanz. Tijdens de opnamen van deze aflevering bleek Rex goed met Gedeon te kunnen omgaan. Daarom kreeg hij later de rol van hoofdinspecteur als vervanger van Tobias Moretti.
Gedeon Burkhard kreeg veel kritiek over zich heen van voornamelijk de Duitse en Oostenrijkse kijkers. De kijkcijfers in die landen daalden en hij dacht er zelfs aan om de serie per direct te verlaten. Daarentegen nam de internationale waardering voor de serie toe. De serie werd verkocht aan een groot aantal nieuwe landen, zoals Australië en de Verenigde Staten. Gedeon Burkhard stopte in 2001 met de serie omdat hij het niet eens kon worden over de productie. In tegenstelling tot Moser is hij zonder gesloten einde uit de serie verdwenen. Hierdoor klopte de verhaallijn niet meer.

#### Marc Hoffmann (Alexander Pschill, 2002–2004)
Marc Hoffmann is de opvolger van Alexander Brandtner en is net als zijn voorganger humoristisch en geestig. Hij is nog sportiever dan Brandtner. Hij werkt samen met Niki Herzog, waarmee hij na enige meningsverschillen een liefdesrelatie krijgt. Hij studeerde forensische wetenschappen bij Leo Graf, de forensische patholoog.
De rol van Marc Hoffmann was te zien in de seizoenen 8 t/m 10. Alexander Pschill speelde, net als Gedeon Burkhard, al eerder mee in de serie. Hij was te zien in de aflevering Blutspuren (seizoen 2 aflevering 2).

#### Lorenzo Fabbri (Kaspar Capparoni, 2008–2012)

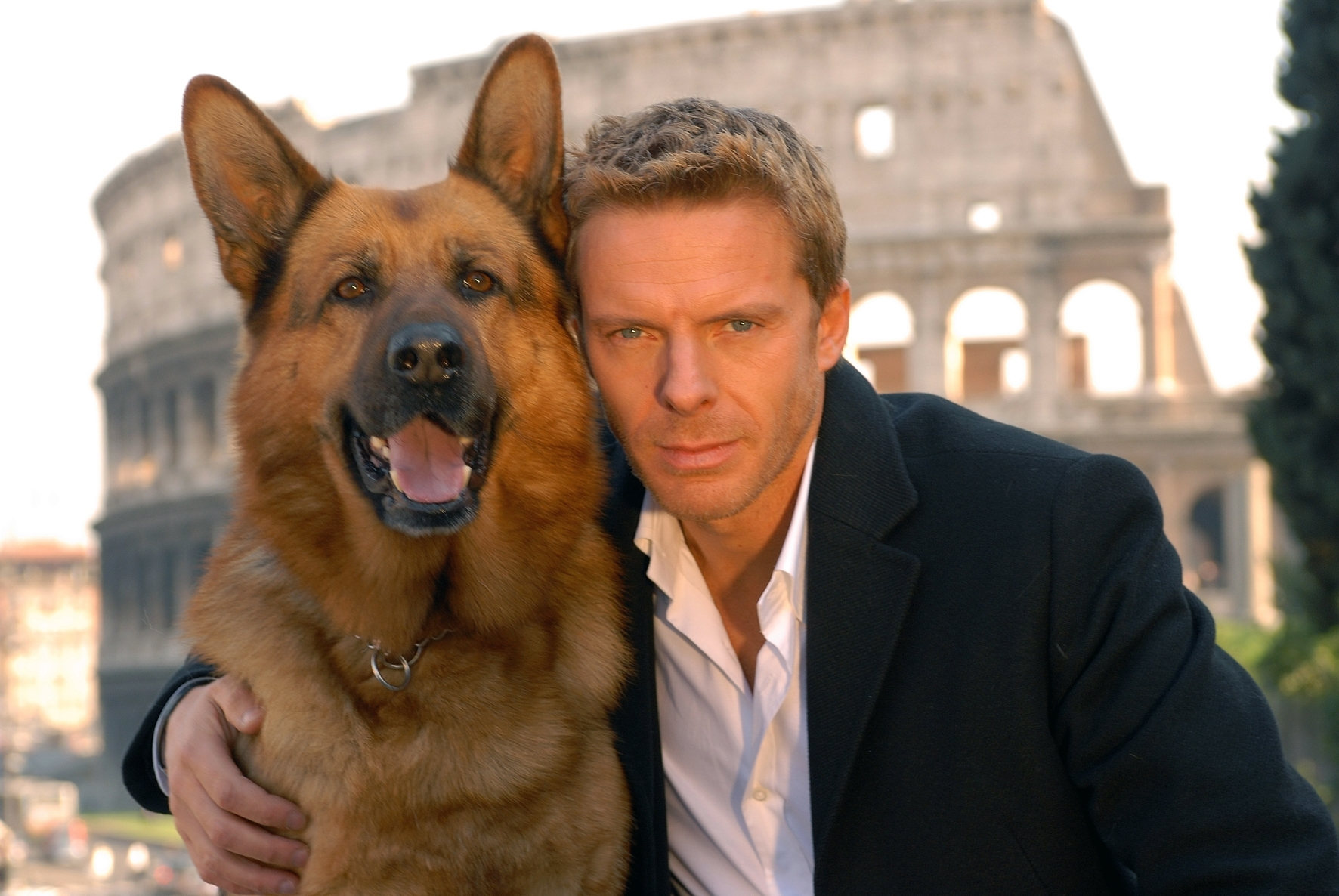
Kaspar Capparoni met Rex (2008)

In de eerste aflevering van seizoen 11 onderzoekt de Italiaanse hoofdinspecteur Lorenzo Fabbri een dubbele moord. Hiervoor reist hij af van Rome naar Wenen. Hier ontmoet hij Rex, waarmee hij binnen korte tijd goede vrienden wordt. Na afloop neemt hij de hond mee naar Rome. De commissaris houdt van Bach en van Rockmuziek uit de jaren zeventig. Fabbri draagt een zwart pak en rijdt net als Richard Moser uit de vroegere seizoenen in een Alfa Romeo. De misdaadtechnicus Katia Martelli is verliefd op hem.
Vanaf seizoen 11 wordt er in Commissaris Rex niet meer Duits, maar Italiaans gesproken. De serie wordt in het Duits nagesynchroniseerd.
In de tweede aflevering van seizoen 14 komt Lorenzo om het leven door een autobom, die werd voorbereid door een maffiabaas.

#### Davide Rivera (Ettore Bassi, 2012–2013)
In 2012 (seizoen 14) wordt Fabbri vervangen door Davide Rivera.

#### Marco Terzani (Francesco Arca, 2013–)
Marco Terzani verving Rivera als teamleider in seizoen 16.

### Andere inspecteurs

#### Ernst Stockinger (Karl Markovics, 1994–1996)
Stockinger (Stocki) is de assistent van Moser en speelde mee in de eerste 29 afleveringen. Hij is bang voor honden en is daarom niet erg blij met de komst van Rex. Stockinger wordt in de latere afleveringen minder bang voor Rex en ze werken zelfs weleens samen. Rex is net als Stockinger dol op Kaiserbroodjes met worst en Rex eet regelmatig de broodjes van Stockinger op.
Stockinger is dun, draagt een bruin colbert met daaronder een wit gestreept overhemd en een stropdas en heeft altijd een zeer ernstige houding. Hij is getrouwd en maakt gebruik van zijn huwelijk om Moser gekscherend erop te wijzen dat hij beter met vrouwen kan omgaan.
Stockinger wordt in de laatste aflevering van seizoen 2 overgeplaatst naar Salzburg en verlaat de serie.
Karl Markovics maakte na zijn vertrek uit de serie een spin-off van Rex onder de naam Stockinger. Deze minidetectiveserie telt 14 afleveringen en kwam voor het eerst op televisie in 1996 en 1997.

#### Peter Höllerer (Wolf Bachofner, 1994–2000)
De zwaarlijvige Peter Höllerer is collega van Moser en Stockinger (later Böck) en de voorganger van Fritz Kunz. Hij heeft droge humor en werkt bij voorkeur op kantoor. Zijn gezicht betrekt als hem gevraagd wordt dat hij onderzoek buiten de deur moet doen. Ondanks dat is hij verrassend snel in het uitvoeren van opgelegde taken en beschikt ook over een goede rijvaardigheid, die te vergelijken is met zijn collega's. Höllerer spreekt met een zwaar Weens dialect, waardoor Duitse kijkers hem soms moeilijk kunnen verstaan. Höllerer verlaat de serie vanwege zijn pensioen en omdat hij voor zijn zieke moeder wil zorgen.

#### Christian Böck (Heinz Weixelbraun, 1996–2001)
Böck is de directe opvolger van Stockinger. Hij wordt aanvankelijk geïntroduceerd als verdacht uitziend persoon. Hij is een nieuw lid van een illegale autoclub. Zijn clubvrienden vertrouwen hem niet. Nadat een lid van de club wordt vermoord, verdenkt Moser hem van de moord. Hij blijkt echter een undercover politieagent te zijn. Nadat Moser hierachter komt, werken de twee samen om de zaak op te lossen. Moser wil Böck in zijn team hebben als opvolger van Stockinger. Ook Böck wordt net als Stockinger, slachtoffer van de streken van Rex. Dit verdween nadat Höllerer werd vervangen door Fritz Kunz, die toen het favoriete slachtoffer van Rex werd.
Heinz Weixelbraun stopte tegelijkertijd met Gedeon Burkhard met de serie om typecasting te vermijden.

#### Fritz Kunz (Martin Weinek, 2000–2004 + 2008–2009)
Fritz Kunz is de opvolger van Peter Höllerer. Hij is een zeer geordend persoon, zijn bureau ziet er altijd zeer netjes uit, hoewel Rex nogal eens opzettelijk roet in het eten gooit.

#### Niki Herzog (Elke Winkens, 2002–2004)
De eerste vrouwelijke inspecteur in de serie en is de opvolger van Böck. De gedachtegang was om de serie populairder bij vrouwen te maken. Herzog heeft een relatie met Marc Hoffmann.
De rol van Niki Herzog was te zien in seizoen 8 en 9 en in aflevering 1 van seizoen 10. Het is onbekend waarom het personage in de overige afleveringen van seizoen 10 niet meer te zien was.
Elke Winkens heeft een Nederlandse moeder en een Duitse vader. Winkens had in seizoen 7 aflevering 1 (In letzter Sekunde) een gastrol in Commissaris Rex.

#### Giandomenico Morini (Fabio Ferri, 2008–2011)
Morini is een collega van Lorenzo Fabbri en ze werken bij elke misdaad samen. Rex gehoorzaamt Morini helemaal niet, maar in een aflevering verzorgt hij Rex omdat Fabbri een gebroken enkel heeft. Aan het begin van seizoen 14 vertrekt hij naar Milaan en verlaat de reeks.

#### Alberto Monterosso (Domenico Fortunato, 2011–2015)
Alberto Monterosso is de opvolger van Morini.

### Lijkschouwers

#### Dr Leo Graf (Gerhard Zemann†, 1994–2004 + 2009)
Dr Leo Graf is de forensisch patholoog en wordt geraadpleegd door de rechercheurs. Af en toe is hij te vinden op de plaats delict en op het bureau, maar normaal gesproken is hij te vinden in zijn pathologisch laboratorium. Gerard Zemann is de acteur die meespeelde van seizoen 1 t/m 10 en is daardoor het langst in Commissaris Rex te zien is geweest. In de nieuwe serie was hij ook in een aflevering van seizoen 13 te zien.
Dr Graf heeft een schrille persoonlijkheid, maar heeft ook droge humor. Hij komt vaak, tegen de wil van de rechercheurs, met afschuwelijke details over een moord.

#### Dr. Giorgio Gaiba (Nuccio Siano, 2008–2011)
Dr Giorgio Gaiba is een roomse forensisch onderzoeker en daarmee de opvolger van Dr. Leo Graf. Hij werkt samen met Katia Martelli en is meestal samen met Katia als eerste op de plaats delict. Hij is, in tegenstelling tot Katia, niet in alle afleveringen te zien.

### Overige

#### Max Koch (Fritz Muliar†, 1994–1998)
Max Koch is de voormalige baas van het korps en heeft Moser op het rechte pad gebracht door hem bij de politie te halen. In de eerste series vraagt Moser hem vaak om advies in het café of in een zwembadhal. Naarmate de serie vordert, wordt Koch gebruikt als spion in zaken waar het team van Moser een te bekend gezicht is. De rol van Max Koch verdween nadat Tobias Moretti met de serie stopte.

#### Katia Martelli (Pilar Abella, 2008–2011)
Katia Martelli is forensisch officier/sporenonderzoeker in Rome en werkt samen met Dr. Giorgio Gaiba. Ze heeft belangstelling voor Fabbri, maar Rex is hier op tegen. Ze is altijd op zoek naar mogelijkheden om hem te verleiden.

#### Filippo Gori (Augusto Zucchi, 2008–2014)
Filippo Gori is Fabbri's baas die een hekel aan Rex had toen hij hem voor het eerst ontmoette. Uiteindelijk komt hij erachter dat Rex mee kan helpen om misdaden op te lossen en laat hem blijven.

## Overzicht seizoenen
| Seizoen | Afl. | Totaal | Begin             | Eind             |
| ------- | ---- | ------ | ----------------- | ---------------- |
| 1       | 14   | 14     | 10 november 1994  | 9 februari 1995  |
| 2       | 15   | 29     | 19 oktober 1995   | 22 februari 1996 |
| 3       | 12   | 41     | 24 oktober 1996   | 9 januari 1997   |
| 4       | 13   | 54     | 8 januari 1998    | 26 maart 1998    |
| 5       | 13   | 67     | 28 januari 1999   | 22 april 1999    |
| 6       | 12   | 79     | 16 februari 2000  | 10 mei 2000      |
| 7       | 10   | 89     | 28 maart 2001     | 30 mei 2001      |
| 8       | 13   | 102    | 9 oktober 2002    | 15 januari 2003  |
| 9       | 13   | 115    | 27 november 2003  | 18 maart 2004    |
| 10      | 4    | 119    | 28 september 2004 | 19 oktober 2004  |
| 11      | 8    | 127    | 29 januari 2008   | 19 februari 2008 |
| 12      | 11   | 138    | 17 maart 2009     | 13 april 2009    |
| 13      | 12   | 150    | 14 juni 2011      | 19 juli 2011     |
| 14      | 12   | 162    | 8 maart 2013      | 7 juni 2013      |
| 15      | 12   | 174    | 12 april 2013     | 17 mei 2013      |
| 16      | 11   | 185    | 24 februari 2014  | 14 maart 2014    |
| 17      | 12   | 197    | 31 maart 2014     | 5 mei 2014       |
| 18      | 11   | 209    | 27 februari 2015  | 19 juni 2015     |

## Afleveringen (Oostenrijk)
De originele uitzenddatum is de datum waarop de aflevering voor het eerst te zien was op de Oostenrijkse televisie.
In Nederland werd Commissaris Rex door RTL 4 op de zaterdagavond uitgezonden, maar in 2001 en 2002 op de vrijdagavond. Sommige seizoenen zijn niet meteen in zijn geheel uitgezonden. De afleveringen zijn diverse keren herhaald. Later werd de serie dagelijks herhaald in de vooravond op Yorin. In 2005 kocht televisiezender Talpa/Tien de uitzendrechten voor Commissaris Rex en zond seizoen 9 (vanaf aflevering 8) en seizoen 10 uit. In de vooravond waren dagelijks herhalingen van Rex te zien. Eind 2005 besloot Talpa/Tien alweer te stoppen met Rex. In 2015 zond 13th Street Universal de herhalingen uit, gevolgd door RTL Crime vanaf 2019 (seizoen 1 t/m 10). Sinds januari 2024 is de serie vanaf aflevering 1 te zien op ONS.

### Seizoen 1
| Aflevering | Originele titel (Nederlandse titel)                                 | Originele uitzenddatum | Uitzenddatum Nederland |  |
| --- | ------------------------------------------------------------------- | ---------------------- | ---------------------- |  |
| 1. | Endstation Wien (Eindstation Wenen)                                 | 10 november 1994       | 6 + 13 januari 1996    |  |
| In het centrum van Wenen ontploft een bom op het dak van een café waarbij een man gedood wordt. Het blijkt een hoge officier van de Russische geheime dienst te zijn (KGB), die smeergeld kwam ophalen. Bij de achtervolging op de dader komt het tot een schietpartij waarbij de eigenaar en trainer van de herdershond REX om het leven komt. Inspecteur Moser voorkomt dat men de rouwende REX moet laten inslapen. Moser is net gescheiden en vindt kameraadschap bij REX. |                                                                     |                        |                        |  |
| 2. | Ein perfekter Mord (Een perfecte moord)                             | 17 november 1994       | 21 januari 1996        |  |
| De eigenaar van een restaurant overlijdt plotseling aan een hartaanval. Artsen onderzoeken de pacemaker van de man en zijn achterdochtig over de oorzaak van zijn dood. Als een ander de dood van de eerste volgt, moeten Moser en Rex snel handelen om uit te vinden wie de verantwoordelijke is. |                                                                     |                        |                        |  |
| 3. | Flucht in den Tod (Vlucht in de dood)                               | 24 november 1994       | 27 januari 1996        |  |
| Midden in de zomer vindt de Weense politie een man die is doodgevroren. Er wordt vanzelfsprekend van uitgegaan dat de man niet stierf aan een natuurlijke dood. Moser en Rex ontdekken op de vuilnisbelt overblijfselen van lichaamsdelen van een aantal vluchtelingen uit de voormalige Oostblok landen. Handel in menselijke nieren blijkt het gruwelijke motief te zijn. |                                                                     |                        |                        |  |
| 4. | Der Tod der alten Damen (De dood van de oude dames)                 | 1 december 1994        | 3 februari 1996        |  |
| Alleenstaande oudere dames verdwijnen uit hun Weense appartementen. Moser vermoedt dat de dames het slachtoffer zijn van gemeen spel. Als zijn vermoedens worden bevestigd ontdekt hij dat mogelijk meer dan één persoon betrokken is bij de moorden. |                                                                     |                        |                        |  |
| 5. | Tanz auf dem Vulkan (Dans op de vulkaan)                            | 8 december 1994        | 10 februari 1996       |  |
| Een gevangene, die onder gewapende escorte een bezoek aan de tandarts brengt, wordt bevrijd door een vriend. De vriend wordt neergeschoten tijdens de ontsnapping. De gevangene heeft een koffer vol met radioactief plutonium bij zich en probeert te vluchten, zodat hij zijn dodelijke lading voor miljoenen dollars kan verkopen aan de hoogste bieder. Wanneer hij in het nauw gedreven wordt in een dansschool, neemt hij een klas van jonge ballerina's en hun leraar gegijzeld. Het is aan Rex om de ruimte binnen te dringen zonder gezien te worden.                                   |                                                                     |                        |                        |  |
| 6. | Die Tote von Schönbrunn (De dode van Schonbrunn)                    | 15 december 1994       | 17 februari 1996       |  |
| Het lichaam van een vrouw, gekleed in alleen een rode bontjas en zeer schraal ondergoed wordt gevonden onder een stapel bladeren in het park rondom het paleis Schönbrunn. Moser en zijn collega's vermoeden in eerste instantie dat een werknemer uit de nabijgelegen dierentuin de moord heeft gepleegd, maar al snel realiseren ze zich dat ze de verkeerde persoon te pakken hebben. |                                                                     |                        |                        |  |
| 7. | Diagnose Mord (Diagnose moord)                                      | 22 december 1994       | 24 februari 1996       |  |
| In de psychiatrische kliniek zijn een aantal patiënten op mysterieuze wijze overleden. Een ziekenhuis patholoog vraagt Dr Graf om hulp. Alle patiënten stierven op dezelfde manier: ze werden verdronken in een badkuip. Graf stelt Moser op de hoogte en die wil onderzoek gaan doen. De gevangenisautoriteiten weigeren echter een politieonderzoek. Moser besluit om undercover te gaan als alcoholist in de instelling. |                                                                     |                        |                        |  |
| 8. | Ein feines Haus (Een fijne buurt)                                   | 29 december 1994       | 2 maart 1996           |  |
| Het is oudejaarsavond en iedereen in Wenen viert feest, maar in een besloten appartementencomplex wordt een zwerver met geweld om het leven gebracht. Op nieuwjaarsdag krijgen Moser en zijn team te horen dat in het complex een vrouw is opgehangen. Het lijkt zelfmoord, maar dan blijkt dat de vrouw zichzelf nooit opgehangen kan hebben. Moser, Stockinger en Höllerer ondervragen de bewoners van deur tot deur of zij iets hebben gezien. De bewoners doen zich voor als fijne mensen, maar na enig onderzoek blijken de bewoners toch niet zo fatsoenlijk te zijn als ze zich voordoen. |                                                                     |                        |                        |  |
| 9. | Amok (Amok)                                                         | 5 januari 1995         | 9 maart 1996           |  |
| Stefan Lanz is lid van een yuppie-club die regelmatig aan groepsseks doet. Wanneer hij ontdekt dat hij besmet is met HIV beslist hij dat elk lid van de groep moet sterven. Helaas voor Lanz zijn Moser en Rex hem op het spoor. De rol van Stefan Lanz werd vertolkt door Gedeon Burkhard. |                                                                     |                        |                        |  |
| 10. | Der erste Preis (De eerste prijs)                                   | 12 januari 1995        | 16 maart 1996          |  |
| Het lichaam van een 12-jarige meisje, Renate Wagner, wordt gevonden aan de oevers van de Donau. Moser ontdekt dat ze voor het laatst is gezien tijdens een concert met klassieke muziek. Als een ander kind verdwijnt onder soortgelijke omstandigheden wordt het duidelijk dat de moordenaar opnieuw heeft toegeslagen. |                                                                     |                        |                        |  |
| 11. | Tödliche Teddys (Dodelijke teddyberen)                              | 19 januari 1995        | 23 maart 1996          |  |
| In speelgoedwinkels in Wenen exploderen teddyberen die allemaal zijn vervaardigd door hetzelfde bedrijf. Richard Moser ligt thuis in bed met een gebroken been. Hij is echter niet zo bedlegerig en beslist dat het een goede tijd is om het nooit eindigende papierwerk in het halen. Hij komt zijn bed uit als de oplossing van de zaak nabij is en weet de dader te arresteren. |                                                                     |                        |                        |  |
| 12. | Bring mir den Kopf von Beethoven (Breng me het hoofd van Beethoven) | 26 januari 1995        | 30 maart 1996          |  |
| De beroemde componist Ludwig van Beethoven ligt begraven op een grote begraafplaats in Wenen. Een steenhouwer van het kerkhof krijgt de opdracht om Beethovens schedel voor een particuliere verzamelaar te stelen. Wanneer de steenhouwer dood wordt aangetroffen in een van de graven, worden Moser en Rex ingeschakeld om dit te onderzoeken. |                                                                     |                        |                        |  |
| 13. | Unter den Straßen von Wien (Onder de straten van Wenen)             | 2 februari 1995        | 6 april 1996           |  |
| Er duiken lichaamsdelen op in de Weense riolering. Dr Graf identificeert het lichaam door een tatoeage. De man blijkt betrokken te zijn geweest bij een bankoverval. Rex en Moser achtervolgen de dader uiteindelijk meters door de Weense riolering. |                                                                     |                        |                        |  |
| 14. | Schüsse auf Rex (Schoten op Rex)                                    | 9 februari 1995        | 13 april 1996          |  |
| Moser arresteert een Russische huurmoordenaar, genaamd Karenin, die verantwoordelijk is voor het doden van een aantal zakenlieden. Moser's getuigenverklaring is cruciaal voor deze zaak. De organisatie achter Karenin ontvoerd Rex en eist dat Karenin wordt vrijgelaten. Moser, Stockinger en Höllerer beginnen een wanhopige jacht om Rex te redden, voordat de ontvoerders hem doden. |                                                                     |                        |                        |  |

### Seizoen 2
| Aflevering | Originele titel (Nederlandse titel)                   | Originele uitzenddatum | Uitzenddatum Nederland |  |
| --- | ----------------------------------------------------- | ---------------------- | ---------------------- |  |
| 1. | Stumme Schreie (Stille schreeuwen)                    | 19 oktober 1995        | 20 april 1996          |  |
| Een klein meisje wordt ontvoerd bij een attractie in Het Prater en wordt later vermoord teruggevonden. Ze is slachtoffer geworden van kinderporno en ze is niet de eerste. In een nabijgelegen ziekenhuis is nog een klein meisje dat ontsnapt is aan de daders. Ze is wel seksueel misbruikt en is zo getraumatiseerd dat ze niet kan praten. Moser komt erachter dat dieren kunnen helpen om een traumatisch gebeurtenis te verwerken. Hij zet Rex in om het meisje te helpen en om zo de daders te kunnen pakken. |                                                       |                        |                        |  |
| 2. | Blutspuren (Bloedsporen)                              | 27 oktober 1995        | 27 april 1996          |  |
| Een trein rijdt midden in de nacht een persoon dood. Het lijkt op zelfmoord, totdat Dr. Graf ontdekt dat het slachtoffer al zeker een uur voor de aanrijding overleden is. Moser en zijn team onderzoeken de zaak en komen uit bij een autogarage die de auto in reparatie hebben en waarbij de monteur bloedsporen op de bumper vond. De monteur probeert de eigenaar af te persen, maar moet dit met de dood bekopen. Een werknemer is getuige van de moord en weet ook van de bumper, waarop hij de eigenaar nog meer geld afhandig probeert te maken. Ondertussen is Moser hen op het spoor. Rex neemt een ongeplande rit in de bak van een pick-up en Moser vordert een vrachtwagen, terwijl Stockinger er met tegenzin naast zit. |                                                       |                        |                        |  |
| 3. | Ein mörderischer Sommer (Een moorddadige zomer)       | 2 november 1995        | 11 mei 1996            |  |
| In de buurt van de rivier de Donau wordt een liefdespaar vermoord. Moser moet onmiddellijk denken aan een soortgelijk geval in de zomer daarvoor. De liefdesmoordenaar van toen is echter nooit gevonden. Het Weense politieteam zet een val op, waarbij Moser en een vrouwelijke collega undercover gaan als stelletje. Rex houdt de wacht. |                                                       |                        |                        |  |
| 4. | Tödliche Verführung (Dodelijke verleiding)            | 9 november 1995        | 18 mei 1996            |  |
| Een Duitse toerist benadert jonge mannen in het Volksgarten park in Wenen om ze met toestemming te kunnen fotograferen. Hij wordt uiteindelijk dood aangetroffen in zijn hotelkamer. De foto's die hij had genomen zijn de enige sleutel tot de moordenaar. Oud-politieagent Max Koch krijgt de taak om toezicht te houden in het park en hij ontdekt samen met Rex een nieuwe misdaad. |                                                       |                        |                        |  |
| 5. | Der maskierte Tod (De gemaskeerde dood)               | 16 november 1995       | 25 mei 1996            |  |
| Een vrouwelijke klant is door verstikking om het leven gekomen in een hokje van de schoonheidssalon. In eerste instantie verdenkt Moser haar beste vriendin, maar dan krijgt het onderzoek een verrassende wending wanneer een andere vrouw vermoord dreigt te worden. |                                                       |                        |                        |  |
| 6. | Die blinde Zeugin (De blinde getuige)                 | 23 november 1995       | 1 juni 1996            |  |
| Er vindt een moord plaats in een hotelkamer. De enige getuige is een blinde telefoniste die de stem van de moordenaar toevallig hoort. Haar leven is in gevaar en daarom wordt Rex haar bodyguard, terwijl Moser en Stockinger in het naburige Slowakije zoeken naar verdere bewijzen. |                                                       |                        |                        |  |
| 7. | Gefährliche Jagd (Gevaarlijke jacht)                  | 30 november 1995       | 8 juni 1996            |  |
| Twee mannen doen een overval op geldlopers. De geldlopers beginnen meteen te schieten waarbij een overvaller wordt gedood. De andere overvaller blijkt een bekende van Richard Moser. Hij heeft samen met hem op de politieschool gezeten, maar hij werd wegens diefstal van school getrapt en is toen aan lager wal geraakt. Moser had hem daarna betrapt bij een inbraak en heeft daarbij op hem geschoten omdat hij op Moser schoot. Sindsdien koestert hij wrok tegen Moser. In een poging om hem te arresteren voor de overval raakt Moser gewond. |                                                       |                        |                        |  |
| 8. | Tod eines Kindes (De dood van een kind)               | 7 december 1995        | 15 juni 1996           |  |
| Een schoolmeisje wordt op een avond vermist. Haar lichaam wordt in een zwembad aangetroffen. Dr Graf twijfelt of dit ook de plek is waar het meisje is gestorven. |                                                       |                        |                        |  |
| 9. | Im Zeichen des Satans (Het teken van Satan)           | 14 december 1995       | 22 juni 1996           |  |
| Vier vrouwen zijn slachtoffer van satanische rituelen van een nieuwe Cultus in Wenen. De vrouwen zijn op verschillende locaties begraven zodat ze samen een pentagram vormen. Het pentagram is echter nog niet af als Moser en zijn team dit ontdekken. Binnenkort zal er dus weer een moord gepleegd worden. Het volgende slachtoffer, een jonge vrouw genaamd Anna, zoekt hulp bij Moser. Moser laat de vrouw uit veiligheid overnachten in zijn woning. Maar ook hier is ze niet veilig. Moser, Rex, de vriendin van Moser en de vrouw worden bedreigd door levensgevaarlijke leden van de sekte. Het is Stockinger's zesde zintuig die de redding brengt.                                                                           |                                                       |                        |                        |  |
| 10. | Duft des Todes (De geur van de dood)                  | 21 december 1995       | 29 juni 1996           |  |
| Het lichaam van een jonge vrouw wordt aangetroffen in haar badkamer. Ze blijkt te zijn gewurgd. Het moordwapen blijkt sporen van de geur van muskus te dragen. Rex maakt gebruikt van zijn uitstekende neus voor geuren om de moordenaar te kunnen opsporen. |                                                       |                        |                        |  |
| 11. | Entführt (Ontvoerd)                                   | 28 december 1995       | 24 augustus 1996       |  |
| Een rijke zakenman wordt ontvoerd door zijn voormalige lijfwacht. Doodsbang dat er iets zal gebeuren met haar man gaat zijn vrouw akkoord gaat met de eisen van de ontvoerder. Maar alles is niet helemaal wat het lijkt en het is aan Moser en Rex om de waarheid te achterhalen voordat er doden vallen. |                                                       |                        |                        |  |
| 12. | Tödliche Dosis (Dodelijke dosis)                      | 11 januari 1996        | 31 augustus 1996       |  |
| Een professor dierengeneeskunde, die tevens een dierenrechtenactivist is, wordt vermoord in de tram door middel van een dodelijke injectie die hartfalen veroorzaakt. Zijn vrouw is in eerste instantie hoofdverdachte, totdat Moser een Beagle-hond vindt die voor experimentele doeleinden is gebruikt ten behoeve van een nieuw geneesmiddel. |                                                       |                        |                        |  |
| 13. | Drei Sekunden bis zum Tod (Drie seconden tot de dood) | 25 januari 1996        | 7 september 1996       |  |
| De eigenaar van twee groentewinkels op de Weense Naschmarkt is doodgeschoten. Het onderzoek naar de zaak wordt gehinderd door de marktkooplui. Kort daarna wordt ook een vrachtwagenchauffeur gedood. De dode, Werner Gredl, is de man van de Russische econoom Irina. Richard Moser besluit undercover te gaan als arbeider op de groentemarkt. Hij merkt dat Irina bang is omdat ze wordt gechanteerd. Moser komt in zijn undercoveronderzoek een dubieuze organisatie op het spoor. |                                                       |                        |                        |  |
| 14. | Über den Dächern von Wien (Over de daken van Wenen)   | 15 februari 1996       | 14 september 1996      |  |
| Aan de rand van een klif wordt een uitgebrande auto gevonden met daarin het verkoolde lichaam van een vrouw. Alle lichaamskenmerken zijn hierdoor verdwenen en de vrouw kan alleen geïdentificeerd worden aan het kenteken van de auto. Het is de vraag of het een ongeluk was, zelfmoord of moord. Stockinger gaat naar een bordeel voor meer informatie en neemt Rex als beschermer mee. Richard Moser houdt zich ondertussen bezig met de diensten van de wetenschappelijke afdeling. Dr. Graf heeft speciaal nieuwe software aangeschaft die aan de hand van de schedel een beeld kan samenstellen hoe de vrouw er ongeveer uitzag. In deze aflevering wordt ook al bekend dat Stockinger zich laat overplaatsen naar Salzburg.     |                                                       |                        |                        |  |
| 15. | Stockis letzter Fall (Stocki's laatste zaak)          | 22 februari 1996       | 21 september 1996      |  |
| Er vinden twee wrede moorden plaats, waarbij vakvrouwen worden omgebracht. De eerste is een rechter, de ander een arts. Bij beide is een keel doorgesneden met een scheermes en Moser concludeert dat de werkwijze hetzelfde is. Aan het eind van de aflevering het afscheid van Stockinger. Hij heeft besloten om zich te laten overplaatsen naar Salzburg, omdat zijn vrouw een tandartspraktijk heeft geërfd. |                                                       |                        |                        |  |

### Seizoen 3
| Aflevering | Originele titel (Nederlandse titel)                 | Originele uitzenddatum | Uitzenddatum Nederland |  |
| --- | --------------------------------------------------- | ---------------------- | ---------------------- |  |
| 1. | Todesrennen (De dodenrace)                          | 24 oktober 1996        | 20 september 1997      |  |
| Een bendelid van een illegale autoraceclub crasht en komt om het leven. De man die het ongeluk veroorzaakte wordt even later vermoord. De bende vermoedt dat de dader een van de leden is. De verhoren van de bendeleden gaan echter zeer moeizaam. Moser wordt pas geaccepteerd als hij meedoet met de autorace. Moser ontmoet hierbij ook undercoveragent Böck, de opvolger van Stockinger. |                                                     |                        |                        |  |
| 2. | Stadt in Angst (Stad in angst)                      | 31 oktober 1996        | 27 september 1997      |  |
| Een jonge vrouw zakt plotseling ineen en sterft op de schaatsbaan in Wenen. Haar broer heeft een motief, omdat hij vaak ruzie had met zijn zus. Het blijkt dat er Cyanide in frisdrankblikjes van een bepaalde fabrikant is gespoten. Het lijkt het werk van een afperser te zijn. Moser en zijn team moeten de dader snel weten te vinden voordat er meer doden vallen. |                                                     |                        |                        |  |
| 3. | Tod im Museum (Dood in het museum)                  | 7 november 1996        | 4 oktober 1997         |  |
| Een fotografe vindt een zakje diamanten in een opgezette beer als ze bezig is met het maken van foto's in het Natuurhistorische Museum in Wenen. Ze neemt een paar stenen mee en legt de rest van de diamanten weer terug op zijn plaats. Dan valt een man over de reling op de marmeren vloer van de koepelzaal en is op slag dood. Moser vermoedt al snel dat het moord is. Er zijn echter veel mensen die in aanmerking komen als dader. Dan wordt even later ook nog een man doodgestoken buiten het museum. Moser ontdekt met hulp van Rex het zakje met diamanten. Hij gaat ervan uit dat de diamanten door iemand opgehaald worden en zet Höllerer en Rex undercover in. Rex fungeert als opgezet dier. |                                                     |                        |                        |  |
| 4. | Mörderische Leidenschaft (Moordende passie)         | 14 november 1996       | 18 oktober 1997        |  |
| De aantrekkelijke Diana Markus wordt veroordeeld tot 10 jaar gevangenisstraf voor het aanzetten tot moord op haar vriend. Een waarnemer in de rechtszaal, de kunstleraar Wolfgang Bergmann, is waanzinnig verliefd op haar. Hij doodt een bewaker, steelt zijn machinegeweer en bevrijdt Diana tijdens het gevangenentransport. Moser en Rex kunnen haar korte tijd later weer arresteren. Daarop bedenkt Bergmann een duivels plan om haar weer te bevrijden. |                                                     |                        |                        |  |
| 5. | Annas Geheimnis (Anna's geheim)                     | 21 november 1996       | 25 oktober 1997        |  |
| Anna Foltyn, de dochter van een beroemde Weense jurist, sterft aan een overdosis heroïne. Moser weet de crematie net op tijd te voorkomen als blijkt dat Anna niet door drugs om het leven is gekomen, maar is vermoord. Moser en Rex ontdekken dan het meisje een duister verleden heeft. Anna was kort voor haar dood in psychiatrische behandeling. Voordat Moser de psychiater kan ondervragen, wordt er een moordaanslag op hem gepleegd. |                                                     |                        |                        |  |
| 6. | Der Puppenmörder (De poppenmoordenaar)              | 28 november 1996       | 1 november 1997        |  |
| Poppenmaker Martin Wolf heeft een verschrikkelijke obsessie: hij verkleedt vrouwelijke klanten als poppen en vermoordt ze. Een andere vrouw ontsnapt aan de poppenmoordenaar. Een klein meisje ziet haar in paniek in haar auto wegrijden. De poppenmoordenaar ziet het meisje ook en probeert haar later tevergeefs te intimideren en bedenkt een duivels plan. |                                                     |                        |                        |  |
| 7. | Unter Hypnose (Onder hypnose)                       | 5 december 1996        | 15 november 1997       |  |
| Een jonge vrouw wordt 's ochtends wakker en ontdekt dat haar vriend die naast haar ligt is doodgestoken. De vrouw kan zich niets meer herinneren van de avond en de nacht. Moser ontdekt dat ze is gehypnotiseerd, maar de vraag is door wie en met welk doel? |                                                     |                        |                        |  |
| 8. | Jagd nach einer Toten (Jacht op een dode)           | 12 december 1996       | 22 november 1997       |  |
| Een jonge vrouw zakt op straat ineen en sterft. Haar lichaam wordt rechtstreeks naar het mortuarium gebracht. De volgende ochtend wordt de portier gewurgd aangetroffen en het lichaam van de vrouw is verdwenen. |                                                     |                        |                        |  |
| 9. | Warum starb Romeo (Waarom sterft Romeo?)            | 19 december 1996       | 29 november 1997       |  |
| Tijdens de uitvoering van Romeo en Julia valt een decorstuk naar beneden en wordt Romeo dodelijk getroffen. Het vermeende ongeval blijkt moord te zijn. Echter, de jonge vrouw die Julia speelt was het doelwit. Moser en Rex moeten voorkomen dat zij alsnog vermoord wordt. |                                                     |                        |                        |  |
| 10. | Ein Engel auf vier Pfoten (Een engel op vier poten) | 26 december 1996       | 20 + 27 december 1997  |  |
| Wenen 23 december: In deze extra lange aflevering heerst op het bureau van Moser een hectische, maar gemoedelijke kerstsfeer. De boom wordt opgezet en de cadeautjes worden klaar gelegd. Intussen is de 10-jarige Markus Richter op zoek naar een brief in zijn vaders bureau. Zijn vader en moeder zijn gescheiden en in deze brief vraagt zijn vader om vergiffenis aan zijn moeder. Met de brief wil de jongen zijn moeder overhalen om kerst thuis door te brengen. Zijn beste vriend Tommy moet hem helpen bij zijn plan. Op de hockeytraining vraagt Markus aan Tommy om zijn kleding te dragen, zodat hij onopgemerkt naar zijn moeder kan gaan. De kledinguitwisseling heeft echter gevolgen: Tommy wordt aangezien voor Markus en wordt ontvoerd. Als Markus terugkeert naar de ijsbaan is hij getuige van het onderzoek van Moser en zijn team. Hij besluit zijn vriend op eigen houtje te gaan bevrijden, maar wordt dan ook door de ontvoerders gepakt. Om Tommy en Markus te vinden komen Moser en Rex terecht in een reptielenmuseum. Rex wordt gebeten door een giftige slang en Moser moet snel tegengif zien te vinden. Tommy en Markus weten te ontsnappen en hebben een veilige schuilplaats gevonden aan boord van een stilstaande trein. De ontvoerders vinden hen echter en ze proberen ze af te schudden. Moser en zijn team moeten snel handelen voordat Tommy en Markus iets overkomt. |                                                     |                        |                        |  |
| 11. | Mord à la carte (Moord à la carte)                  | 2 januari 1997         | 6 december 1997        |  |
| De eigenaar van een luxe restaurant sterft na het drinken van een dure wijn. Tussen hem en zijn compagnon, de beroemde chef-kok Mick Conrad, waren geschillen. Maar Moser komt ook nog een ander spoor tegen: De dode man had een affaire met de vrouw van Mick. |                                                     |                        |                        |  |
| 12. | Blutrote Rosen (Bloedrode rozen)                    | 9 januari 1997         | 3 januari 1998         |  |
| Een goede arts en zijn vrouw worden thuis doodgeschoten door een Russische bende die zich voordoen als bezorgers van rode rozen. Daarna wordt een bekende kankerdeskundige ontvoerd en worden zijn vrouw en dochter in zijn woning gegijzeld. Moser infiltreert in het huis door Rex in te zetten als huisdier, zodat ze de familie kunnen bevrijden. Vervolgens moeten ze de arts zien te bevrijden van zijn ontvoerders. |                                                     |                        |                        |  |

### Seizoen 4
| Aflevering | Originele titel (Nederlandse titel)                                   | Originele uitzenddatum | Uitzenddatum Nederland |  |
| --- | --------------------------------------------------------------------- | ---------------------- | ---------------------- |  |
| 1. | Lebendig begraben (Levend begraven)                                   | 8 januari 1998         | 29 augustus 1998       |  |
| De kleine Isabelle König wordt door de vader van haar beste vriendin ontvoerd en verstopt in een put bij een zandwinningsput buiten Wenen. Een vrouw die getuige is van de ontvoering en de dader herkent, wordt doodgeschoten. De ontvoerder eist veel losgeld van haar rijke ouders. Moser vindt een gymtas van Isabelle en komt zodoende bij de vader van het meisje uit. Deze zwijgt over de ontvoering, omdat hij bang is dat haar iets overkomt. Dan komt Moser er toch achter dat het meisje is ontvoerd. Het rechercheteam probeert de daders tijdens de levering van het losgeld te arresteren. Maar dit gaat mis, een politieman wordt door een kogel geraakt en ook de daders raken gewond. Moser komt erachter waar het meisje gevangen wordt gehouden. Ze moeten snel handelen, want door aardverschuivingen bij de zandwinningsput dreigt het meisje levend begraven te worden. |                                                                       |                        |                        |  |
| 2. | Tod eines Schülers (De dood van een student)                          | 15 januari 1998        | 5 september 1998       |  |
| Een vrouwelijke leerkracht heeft een affaire met een van haar jonge studenten en wordt gechanteerd. De jonge afperser wordt vermoord. De student bekent de moord in de hoop om haar lerares te beschermen. |                                                                       |                        |                        |  |
| 3. | Ein mörderischer Plan (Een moordplan)                                 | 22 januari 1998        | 12 september 1998      |  |
| Een medewerker van een waardetransportbedrijf wordt uit het raam van zijn woning gegooid. De vrouw van de vermoorde man, Evan Münch, werd kort daarvoor bedreigd door haar ex-man die net uit vrijgekomen is uit de gevangenis. Hij zei dat hij haar huidige man zou vermoorden. Rex en Moser komen haar ex-man op het spoor en arresteren hem na een achtervolging. Hij blijkt echter onschuldig te zijn. Het motief voor de moord moet in het werkveld van de overleden man worden gezocht. |                                                                       |                        |                        |  |
| 4. | Mosers Tod (Mosers dood)                                              | 25 januari 1998        | 19 + 26 september 1998 |  |
| Een jonge vrouw wordt van dichtbij doodgeschoten. Moser en zijn team zitten met een probleem; er zijn geen aanwijzingen en er kan ook geen motief worden gevonden. Dan wordt er nog een vrouw dood aangetroffen en Moser begint te vermoeden dat hij te maken heeft met een psychopaat waarvan de lust naar moord nog lang niet is bevredigd. Aflevering in twee delen. |                                                                       |                        |                        |  |
| 5. | Der Neue (De nieuwe)                                                  | 1 februari 1998        | 3 + 10 oktober 1998    |  |
| Na de dood van Moser volgt Alexander Brandtner hem op en hij ontfermt zich tevens over Rex. Er wordt een lijk gevonden, de dode man Koppke die reeds als vermist was opgegeven door zijn hotel in Wenen alwaar hij een Hongaarse zakenman zou ontmoeten die in financiële moeilijkheden zit. Brandtner heeft deze man vlug gevonden, maar hij komt er al snel achter dat hij niets te maken heeft met deze zaak. Al er een onschuldige oude dame dood wordt gevonden met een gebroken nek – net als Koppke – komt Brandtner erachter dat de twee per ongeluk een huurmoordenaar stoorden tijdens zijn werk. Aflevering in twee delen. |                                                                       |                        |                        |  |
| 6. | Der Mann mit den tausend Gesichtern (De man met de duizend gezichten) | 5 februari 1998        | 17 oktober 1998        |  |
| Er worden verschillende supermarkten en banken in Wenen overvallen. De beschrijvingen van de overvaller zijn telkens anders en lijken op beroemde persoonlijkheden, zoals Elvis Presley, Che Guevara en Einstein. De dader is een goochelaar die gebruikmaakt van vermommingen. Niemand weet het daadwerkelijke gezicht van de dader, alleen Rex kan hem aan de hand van geur opsporen. In een achtervolging op de dader vlucht hij een dierentuin in, waar hij zich vermomd als dierenverzorger. Vervolgens gijzelt hij een groep mensen en moeten Brandtner en Rex tactisch handelen. Zijn goocheltrucs zijn echter nog niet voorbij. |                                                                       |                        |                        |  |
| 7. | Die Verschwörung (De samenzwering)                                    | 12 februari 1998       | 24 oktober 1998        |  |
| Drie zakenlieden komen overeen een man te vermoorden en het op zelfmoord te laten lijken. Rex moet de trein stoppen om een leven te redden. |                                                                       |                        |                        |  |
| 8. | Tödliche Leidenschaft (Dodelijke passie)                              | 19 februari 1998       | 31 oktober 1998        |  |
| Het gezellige verjaardagsfeestje van Höllerer wordt plotseling onderbroken door een telefoontje. Een moord op een containerwerf levert inspecteur Brandtner veel puzzels op. Alle hoofdverdachten hebben een waterdicht alibi. Pas wanneer nieuwe details uit het privéleven van de vermoorde man aan het licht komen, worden de onderzoeken succesvol. Maar de tijd dringt - ondertussen wordt de moord op een onaangename medeplichtige gepland... |                                                                       |                        |                        |  |
| 9. | Geraubtes Glück (Gestolen geluk)                                      | 26 februari 1998       | 7 november 1998        |  |
| Een jonge vrouw wordt stervend aangetroffen in de buitenwijken van Wenen. Voordat ze aan haar verwondingen bezwijkt, kan ze een belangrijke aanwijzing geven. De vermoorde vrouw werkte als babysitter en had op het moment van haar overlijden een baby van drie weken oud bij zich; van het kind is geen spoor meer te vinden. Tijdens hun onderzoek ontdekken Brandtner en Rex een ongebruikelijke misdaad, maar de wanhopige ouders dwarsbomen de plannen van de politie. Een race tegen de klok begint... |                                                                       |                        |                        |  |
| 10. | Rache (Wraak)                                                         | 5 maart 1998           | 14 november 1998       |  |
| Als Peter Rogner na vijf jaar uit de gevangenis wordt vrijgelaten, heeft hij alleen maar wraak op Brandtner in gedachten - hij had hem destijds gearresteerd. Rogner ontvoert Rex en wil hem vermoorden, maar op het laatste moment maakt de hond zich los en vertrekt op weg naar huis. Ondertussen gaat Brandtner op zoek naar zijn trouwe 'collega' en vindt hij het spoor van Rogner. De ex-gevangene heeft nu een wapenwinkel beroofd en is vastbesloten alles te doen. |                                                                       |                        |                        |  |
| 11. | Der Voyeur (De Voyeur)                                                | 12 maart 1998          | 21 november 1998       |  |
| Bij toeval observeert Albin Mahler de moord op een vrouw. Hij probeert de moordenaar te chanteren met de foto's die hij heeft gemaakt. Terwijl Brandtner en Rex op zoek zijn naar de dader, loopt Albin Mahler steeds meer gevaar. |                                                                       |                        |                        |  |
| 12. | Das letzte Match (De laatste wedstrijd)                               | 19 maart 1998          | 28 november 1998       |  |
| In een exclusieve tennisclub, worden de tennisleraar en de manager vlak na elkaar doodgestoken. Brandtner heeft moeite met de klus, de formidabele neus van Rex is weer nodig. |                                                                       |                        |                        |  |
| 13. | Gefährlicher Auftrag (Gevaarlijke opdracht)                           | 26 maart 1998          | 5 december 1998        |  |

### Seizoen 5
| Aflevering | Originele titel (Nederlandse titel)             | Originele uitzenddatum | Uitzenddatum Nederland |  |
| --- | ----------------------------------------------- | ---------------------- | ---------------------- |  |
| 1. | Die Todesliste (De dodenlijst)                  | 28 januari 1999        | 7 januari 2000         |  |
| 2. | Furchtbare Wahrheit (Verschrikkelijke waarheid) | 4 februari 1999        | 14 januari 2000        |  |
| 3. | Priester in Gefahr (Priester in gevaar)         | 11 februari 1999       | 21 januari 2000        |  |
| 4. | Der Verlierer (De verliezer)                    | 18 februari 1999       | 28 januari 2000        |  |
| 5. | Trügerische Nähe (Verraderlijke liefde)         | 25 februari 1999       | 4 februari 2000        |  |
| 6. | Rex rächt sich (Rex neemt wraak)                | 4 maart 1999           | 11 februari 2000       |  |
| Een raadselachtige zaak: Een jongeman zou gebeten zijn door een wolfsoort die al meer dan 100 jaar is uitgestorven. Kort daarop is er weer een aanval in het park. In deze aflevering ook het afscheid van Höllerer. |                                                 |                        |                        |  |
| 7. | Blinde Wut (Blinde woede)                       | 11 maart 1999          | 18 februari 2000       |  |
| 8. | Giftgas (Gifgas)                                | 18 maart 1999          | 25 februari 2000       |  |
| 9. | Tödliche Geheimnisse (Dodelijke geheimen)       | 25 maart 1999          | 15 december 2000       |  |
| 10. | Das Testament (Het testament)                   | 1 april 1999           | 22 december 2000       |  |
| 11. | Mörderisches Spielzeug (Moordend speelgoed)     | 8 april 1999           | 29 december 2000       |  |
| 12. | Hetzjagd (Heksenjacht)                          | 15 april 1999          | 5 januari 2001         |  |
| 13. | Sisi (Sisi)                                     | 22 april 1999          | 12 januari 2001        |  |

### Seizoen 6
| Aflevering | Originele titel (Nederlandse titel)                      | Originele uitzenddatum | Uitzenddatum Nederland |  |
| ---------- | -------------------------------------------------------- | ---------------------- | ---------------------- |  |
| 1.         | Vollgas (Volgas)                                         | 16 februari 2000       | 19 januari 2001        |  |
| 2.         | Kinder auf der Flucht (Kinderen op de vlucht)            | 1 maart 2000           | 26 januari 2001        |  |
| 3.         | Baby in Gefahr (Baby in gevaar)                          | 8 maart 2000           | 2 februari 2001        |  |
| 4.         | Telefonterror (Telefoonterreur)                          | 15 maart 2000          | 9 februari 2001        |  |
| 5.         | Eiskalt (IJskoud)                                        | 22 maart 2000          | 16 februari 2001       |  |
| 6.         | Brudermord (Broedermoord)                                | 29 maart 2000          | 23 februari 2001       |  |
| 7.         | Tödliches Tarot (Dodelijke Tarot)                        | 5 april 2000           | 2 maart 2001           |  |
| 8.         | Der Vollmondmörder (De volle maan moordenaar)            | 12 april 2000          | 2001                   |  |
| 9.         | Ein Toter kehrt zurück (De dode keert terug)             | 19 april 2000          | 2001                   |  |
| 10.        | Tod per Internet (Dood door internet)                    | 26 april 2000          | 2001                   |  |
| 11.        | Jagd nach dem ewigen Leben (Naar de eeuwige jachtvelden) | 3 mei 2000             | 2001                   |  |
| 12.        | Das Millionenpferd (Het miljoenenpaard)                  | 10 mei 2000            | 2001                   |  |

### Seizoen 7
| Aflevering | Originele titel (Nederlandse titel)                      | Originele uitzenddatum | Uitzenddatum Nederland |  |
| ---------- | -------------------------------------------------------- | ---------------------- | ---------------------- |  |
| 1.         | In letzter Sekunde (In de laatste seconde)               | 28 maart 2001          | 13 april 2002          |  |
| 2.         | Die Babydealer (De babydealer)                           | 4 april 2001           | 20 april 2002          |  |
| 3.         | Der schöne Tod (De mooie dood)                           | 11 april 2001          | 11 mei 2002            |  |
| 4.         | Der Bluff (De bluf)                                      | 18 april 2001          | 18 mei 2002            |  |
| 5.         | Ein todsicherer Tipp (Een doodzekere tip)                | 25 april 2001          | 25 mei 2002            |  |
| 6.         | Tödlicher Test (Dodelijke test)                          | 2 mei 2001             | 1 juni 2002            |  |
| 7.         | Besessen (Bezeten)                                       | 9 mei 2001             | 8 juni 2002            |  |
| 8.         | Das Mädchen und der Mörder (Het meisje en de moordenaar) | 16 mei 2001            | 15 juni 2002           |  |
| 9.         | Der Tod kam zwei Mal (De dood kwam tweemaal)             | 23 mei 2001            | 22 juni 2002           |  |
| 10.        | Strahlen der Rache (Wraakneigingen)                      | 30 mei 2001            | 29 juni 2002           |  |

### Seizoen 8
| Aflevering | Originele titel (Nederlandse titel)                      | Originele uitzenddatum | Uitzenddatum Nederland |  |
| ---------- | -------------------------------------------------------- | ---------------------- | ---------------------- |  |
| 1.         | Polizisten küsst man nicht (Politiemannen kust men niet) | 9 oktober 2002         | 22 maart 2003          |  |
| 2.         | Tricks an der Theke (Trucs aan de bar)                   | 16 oktober 2002        | 29 maart 2003          |  |
| 3.         | Senkrecht in den Tod (Loodrecht in de dood)              | 23 oktober 2002        | 5 april 2003           |  |
| 4.         | Ein Zeuge auf vier Pfoten (Een getuige op vier poten)    | 30 oktober 2002        | 12 april 2003          |  |
| 5.         | Wenn Kinder sterben wollen (Als kinderen sterven willen) | 6 november 2002        | 19 april 2003          |  |
| 6.         | Bis zur letzten Kugel (Tot aan de laatste kogel)         | 13 november 2002       | 26 april 2003          |  |
| 7.         | Die Taten der Toten (De wetten van de dood)              | 20 november 2002       | 10 mei 2003            |  |
| 8.         | Einer stirbt immer (Iemand sterft telkens weer)          | 27 november 2002       | 17 mei 2003            |  |
| 9.         | Blond, hübsch, tot (Blonde mooie dode)                   | 4 december 2002        | 24 mei 2003            |  |
| 10.        | Happy Birthday (Happy Birthday)                          | 11 december 2002       | 31 mei 2003            |  |
| 11.        | Verliebt in einen Mörder (Verliefd op een moordenaar)    | 18 december 2002       | 7 juni 2003            |  |
| 12.        | Berühmt um jeden Preis (Beroemd tegen elke prijs)        | 8 januari 2003         | 14 juni 2003           |  |
| 13.        | Der Fluch der Mumie (De vloek van de mummie)             | 15 januari 2003        | 21 juni 2003           |  |

### Seizoen 9
Seizoen 9 is uitgezonden door Talpa
| Aflevering | Originele titel (Nederlandse titel)                        | Originele uitzenddatum | Uitzenddatum Nederland |  |
| --- | ---------------------------------------------------------- | ---------------------- | ---------------------- |  |
| 1. | Attentat auf Rex (Poging tot moord op Rex)                 | 27 november 2003       | 2005                   |  |
| 2. | Wofür Kinder leiden müssen (Waarom kinderen moeten leiden) | 4 december 2003        | 2005                   |  |
| 3. | Ettrichs Taube (Etrich's duiven)                           | 11 december 2003       | 28 juni 2003           |  |
| 4. | Vitamine zum Sterben (Vitamen om te sterven)               | 18 december 2003       | 2005                   |  |
| 5. | Nachts im Spital ('s Nachts in het ziekenhuis)             | 15 januari 2004        | 2005                   |  |
| 6. | Das Donaukrokodil (De Donau krokodil)                      | 22 januari 2004        | 2005                   |  |
| 7. | Eine Tote hinter Gittern (Een dode in de gevangenis)       | 29 januari 2004        | 2005                   |  |
| 8. | Nina um Mitternacht (Nina om middernacht)                  | 5 februari 2004        | 2005                   |  |
| Radiopresentatrice Nina Klaus voert campagne tegen alcohol in het verkeer. Niet alle luisteraars zijn daar blij mee, want Nina wordt telefonisch uitgescholden en bedreigd. Na een dag werk en een afzakkertje raakt Nina zelf betrokken bij een verkeersongeval met een dodelijk slachtoffer. Binnen no-time is er een fotograaf in de buurt om Nina op de plaats van het ongeluk op de gevoelige plaat vast te leggen. Politieman Marc denkt dat het meer dan alleen een ongeluk is. Samen met Niki en Rex gaat hij op onderzoek uit en ontdekt al snel dat de vrouw al dood was voordat ze door Nina's auto geraakt werd. Ondertussen stuit het onderzoekstrio bij de radiozender op een net van nijd en intriges. |                                                            |                        |                        |  |
| 9. | Schnappschuss (Momentopname)                               | 19 februari 2004       | 2005                   |  |
| De adolescente Katja Behrend en haar vriendje Mathias nemen foto's op een werf waar afbraakwerken aan de gang zijn. Daarna amuseren ze zich met het pistool van de vader van het meisje. Wanneer het pistool per ongeluk afgaat, kan een drama niet worden vermeden. |                                                            |                        |                        |  |
| 10. | Die Leiche lebte noch (Het lijk leeft nog)                 | 26 februari 2004       | 2005                   |  |
| 11. | Hexen und andere Frauen (Heksen en andere vrouwen)         | 4 maart 2004           | 2005                   |  |
| 12. | Ein Toter und ein Baby (Een dode en een baby)              | 11 maart 2004          | 2005                   |  |
| 13. | Sein letzter Sonntag (Zijn laatste zondag)                 | 18 maart 2004          | 2005                   |  |

### Seizoen 10
| Aflevering | Originele titel (Nederlandse titel)                      | Originele uitzenddatum | Uitzenddatum Nederland |  |
| ---------- | -------------------------------------------------------- | ---------------------- | ---------------------- |  |
| 1.         | E-Mail von der Mörderin (E-mail van de moordenaar)       | 28 september 2004      | 2005                   |  |
| 2.         | Ein Mann ohne Gedächtnis (Een man zonder geheugen)       | 5 oktober 2004         | 2005                   |  |
| 3.         | Endlich ist die Bestie tot (Eindelijk is het beest dood) | 12 oktober 2004        | 2005                   |  |
| 4.         | Doping (Doping)                                          | 19 oktober 2004        | 2005                   |  |

## Afleveringen (Italië)
De Italiaanse serie wordt enerzijds als een nieuwe serie benoemd onder de naam REX. Anderzijds is het gewoon een vervolg op de Oostenrijkse serie en daarom worden de seizoenen doorgenummerd. Hieronder daarom de dubbele benaming voor de seizoenen. De Italiaanse serie wordt in Nederland uitgezonden bij RTL Crime.

### REX: Seizoen 1 (seizoen 11)
| Afl. | Originele titel | Vertaling titel                   | Uitzenddatum     |
| ---- | --------------- | --------------------------------- | ---------------- |
| 01   | L'incontro      | Een nieuw begin (Rex's terugkeer) | 29 januari 2008  |
| 02   | Calibro 7.65    | 7,65 mm kaliber (Rex's terugkeer) | 29 januari 2008  |
| 03   | Ombre cinesi    | Chinese schaduwen                 | 5 februari 2008  |
| 04   | Impara l'arte   | Een dodelijke beoordeling         | 5 februari 2008  |
| 05   | Non è tutt'oro  | De schone verschijning            | 12 februari 2008 |
| 06   | Mamma Chioccia  | Moederliefde                      | 12 februari 2008 |
| 07   | In vino veritas | In vino veritas                   | 19 februari 2008 |
| 08   | Lontano da qui  | Ver weg van hier                  | 19 februari 2008 |

### REX: Seizoen 2 (seizoen 12)
| Afl. | Originele titel            | Vertaling titel                      | Uitzenddatum                  |
| ---- | -------------------------- | ------------------------------------ | ----------------------------- |
| 01   | Vite in pericolo           | Leven in gevaar (Wraak voor Barbara) | 17 maart 2009                 |
| 02   | Morte tra i delfini        | Een moord tussen de dolfijnen        | 17 maart 2009                 |
| 03   | La scuola della paura      | De school vol angst                  | 24 maart 2009                 |
| 04   | Affari di famiglia         | Familiebanden                        | 24 maart 2009                 |
| 05   | La mamma è sempre la mamma | Moederdag                            | 31 maart 2009                 |
| 06   | Masquerade                 | Maskerade                            | 31 maart 2009                 |
| 07   | L'ultima scommessa         | De laatste weddenschap               | 08 april 2009                 |
| 08   | Un uomo solo               | Een eenzame man                      | 08 april 2009                 |
| 09   | Il colore del silenzio     | De kleur van de stilte               | 13 april 2009                 |
| 10   | Il tombarolo               | De grafrover                         | 13 april 2009                 |
| 11   | L'ultima partita           | De laatste wedstrijd                 | 12 april 2009 Pilotaflevering |

### REX: Seizoen 3 (seizoen 13)
| Afl. | Originele titel               | Vertaling titel             | Uitzenddatum |
| ---- | ----------------------------- | --------------------------- | ------------ |
| 01   | Il campione                   | Kampioen                    | 14 juni 2011 |
| 02   | Centauri                      | Centaur                     | 14 juni 2011 |
| 03   | L'ululato                     | The Howling                 | 21 juni 2011 |
| 04   | La mia banda suona il rock    | Mijn band speelt rockmuziek | 21 juni 2011 |
| 05   | Minuti contati                | Nick of Time                | 28 juni 2011 |
| 06   | Bravi ragazzi                 | "Brave jongens"             | 28 juni 2011 |
| 07   | Occhi di gatto                | Kattenogen                  | 05 juli 2011 |
| 08   | I nomi delle stelle           | De namen van de sterren     | 05 juli 2011 |
| 09   | Un caso freddo                | Een onopgeloste zaak        | 12 juli 2011 |
| 10   | Musica maestro                | Muziekleraar                | 12 juli 2011 |
| 11   | La ragazza scomparsa          | Het verdwenen meisje        | 19 juli 2011 |
| 12   | La maledizione del Caravaggio | De vloek van Caravaggio     | 19 juli 2011 |

### REX: Seizoen 4 (seizoen 14)
- Seizoen 14 verscheen in november 2011 al op de Russische televisie. Het seizoen was pas in maart/april 2013 op de Italiaanse televisie te zien.

| Afl. | Originele titel          | Vertaling titel              | Uitzenddatum                   |
| ---- | ------------------------ | ---------------------------- | ------------------------------ |
| 01   | Ombre                    | Schaduwen                    | 03 november 2011 7 juni 2013   |
| 02   | In mezzo ai lupi         | Onder de wolven              | 03 november 2011 7 juni 2013   |
| 03   | Gioco sottobanco         | Games onder de toonbank      | 07 november 2011 8 maart 2013  |
| 04   | Una promessa dal passato | Een belofte uit het verleden | 07 november 2011 8 maart 2013  |
| 05   | Vendetta                 | Vendetta                     | 08 november 2011 15 maart 2013 |
| 06   | Profondo Blu             | Diepblauw                    | 08 november 2011 15 maart 2013 |
| 07   | La casa degli spiriti    | Het huis met de geesten      | 09 november 2011 22 maart 2013 |
| 08   | Tutto in una notte       | Alles in 1 nacht             | 09 november 2011 22 maart 2013 |
| 09   | Una vita per una vita    | Een leven voor een leven     | 10 november 2011 29 maart 2013 |
| 10   | Il terzo uomo            | The Third Man                | 10 november 2011 29 maart 2013 |
| 11   | Bandiera a mezz'asta     | Halfstok                     | 11 november 2011 5 april 2013  |
| 12   | Sinfonia imperfetta      | Onvolmaakte symphony         | 11 november 2011 5 april 2013  |

### REX: Seizoen 5 (seizoen 15)
| Afl. | Originele titel                 | Vertaling titel             | Uitzenddatum  |
| ---- | ------------------------------- | --------------------------- | ------------- |
| 01   | La Tigre                        | De Tijger                   | 12 april 2013 |
| 02   | Superstar                       | Superster                   | 12 april 2013 |
| 03   | Un delitto quasi perfetto       | De bijna perfecte misdaad   | 19 april 2013 |
| 04   | Il tempo non guarisce le ferite | Tijd heelt niet alle wonden | 19 april 2013 |
| 05   | Una voce nella folla            | Stem in de menigte          | 26 april 2013 |
| 06   | L'intruso                       | Inbrekers                   | 26 april 2013 |
| 07   | Due uomini e un bebé            | Twee mannen en een baby     | 3 mei 2013    |
| 08   | Blackout                        | Blackout                    | 3 mei 2013    |
| 09   | Un colpo al cuore               | Een mes door het hart       | 3 mei 2013    |
| 10   | Il lato oscuro                  | De donkere kant             | 10 mei 2013   |
| 11   | Il Grigio                       | De grijze                   | 17 mei 2013   |
| 12   | Legami di sangue                | Bloedband                   | 17 mei 2013   |

### REX: Seizoen 6 (seizoen 16)
| Afl. | Originele titel                    | Uitzenddatum     |
| ---- | ---------------------------------- | ---------------- |
| 1    | Festa di laurea                    | 24 februari 2014 |
| 2    | Terzo tempo                        | 24 februari 2014 |
| 3    | Cioccolata amara                   | 3 maart 2014     |
| 4    | Wunderkammer                       | 3 maart 2014     |
| 5    | Lotta di classe                    | 10 maart 2014    |
| 6    | Tango assassino                    | 10 maart 2014    |
| 7    | Magicland                          | 17 maart 2014    |
| 8    | Notte in bianco                    | 17 maart 2014    |
| 9    | A pezzi                            | 24 maart 2014    |
| 10   | Gli artisti del rimorchio          | 24 maart 2014    |
| 11   | L'era glaciale (episodio speciale) | 14 maart 2014    |

### REX: Seizoen 7 (seizoen 17)
| Afl. | Originele titel               |
| ---- | ----------------------------- |
| 01   | Fratelli                      |
| 02   | Circolo vizioso               |
| 03   | Sabbiature                    |
| 04   | La madre di tutte le vendette |
| 05   | 893                           |
| 06   | Il codice Rex                 |
| 07   | Soldato futuro                |
| 08   | Il colore dell’acqua          |
| 09   | N13                           |
| 10   | L'iniziazione                 |
| 11   | Alla luce del sole            |
| 12   | Gli allegri bucanieri         |

### REX: Seizoen 8 (seizoen 18)
| afl. | titel                          |
| ---- | ------------------------------ |
| 1    | Celeste                        |
| 2    | Il cadavere scomparso          |
| 3    | I giorni della mantide         |
| 4    | Il calendario                  |
| 5    | Gelosia                        |
| 6    | Il pettirosso fantasma         |
| 7    | Il sorriso del condannato      |
| 8    | Ladri d'autore (prima parte)   |
| 9    | Ladri d'autore (seconda parte) |
| 10   | Effetto placebo                |
| 11   | Quarantena                     |
| 12   | Stanza 110                     |

## Pilots (dvd's)
Er zijn een aantal pilot- en backdoorpilot afleveringen geproduceerd van ± 90 minuten. Deze zijn in Nederland ook als speelfilms op VHS en later ook op dvd verschenen.
Dvd 1:
- Eindstation Wenen; pilotaflevering (seizoen 1, aflevering 1)
- Een engel op vier poten; kerstaflevering (seizoen 3, aflevering 10)

Dvd 2:
- Mosers Dood; de dood van hoofdrolspeler Moser (seizoen 4, aflevering 4)
- De Nieuwe; introductie van acteur Gedeon Burkhard als opvolger van Tobias Moretti (seizoen 4, aflevering 5)

Daarnaast zijn seizoen 1 en 2 van de Oostenrijkse variant ook in Nederland op dvd verkrijgbaar. Op de dvd van seizoen 1 ontbreekt de aflevering Eindstation Wenen omdat de rechten van deze aflevering bij de uitgever van de losse dvd liggen.

## Intromuziek
Voor Commissaris Rex zijn verschillende intro's gebruikt. Voor seizoen 1 en 2 werd tussen 1994 en 1999 in Nederland door RTL 4 een intro gebruikt waarin niet werd gezongen. Deze intro begint met een geluid van een fototoestel waarbij Rex zijn ogen opent. Dan volgt Rex die door het raam springt en daaropvolgend zijn scènes uit seizoen 1 en 2 te zien. De muziek is een stuk trager in vergelijking met de bekende gezongen intro en bestaat uit drummuziek. In deze intro is de Nederlandse tekst "Commissaris Rex" te zien in het lichtblauw en rood. Later is de intro vervangen door de gezongen versie A good friend van Kathy Sampson. De laatste intro wordt ook op de dvd's gebruikt. De beelden in de intro werden aangepast als een nieuwe acteur in de serie kwam.
Hieronder de verschillende songteksten uit de intro's:
Seizoen 1 t/m 4 (t/m Mosers Tod)
I see heroes without fear, killing thunder, empty streets,

Time to hide in dirty cages

And there you'll see how its gonna be

When a dog takes over control,

He'll be fighting till the end

That's what I call a good friend

I always understand

That's what I call a good friend.....a good friend...
Seizoen 4 en 5 (van Der Neue t/m Rex rächt sich)
I see heroes without fear,

Time to hide in dirty cages

And there you'll see

A dog takes over control,

He'll be fighting till the end

That's what I call a good friend
Seizoen 5 t/m 7 (vanaf Blinde Wut)
Nieuwe intro i.v.m opvolging Wolf Bachofner door Martin Weinek. In deze intro is ook de nieuwe hond Rhett Butler te zien, die al 2 afleveringen eerder was begonnen.
I see heroes without fear,

Killing thunder, empty streets

come and see when a dog takes over control,

he'll be fighting till the end

thats what i call a good friend

I always understand

thats what i call a good friend...
Seizoen 8 t/m 10
Tired and all,

brand new day

Staring at your brown eyes,

it's a friendship that means so much to me

Whenever I need you,

You'll always be there for me

I depend on you together we'll be the best team!
Seizoen 11 t/m 13
De laatste alinea verviel per seizoen 12
Rex is a friend

He's running through the city's

Where we live

Helping out

The one who fight for you and me
We can trust him as our friend

Around the world he'll be the same

We can trust him as our friend

When they start

A bloody game....
We can trust him as our friend

When they start

The bloody game

Rex!

## Prijzen
- 1995: Bayerischer Fernsehpreis (Beierse televisieprijs) – Prijs voor de acteurs Wolf Bachofner, Tobias Moretti en Karl Markovics
- 1995: Goldene Romy (Gouden Romy) – Speciale prijs voor Rex
- 1995: Goldene Romy – De meest populaire televisiester (Tobias Moretti)
- 1996: Goldene Romy – Beste Krimiserie
- 1996: Goldener Löwe (Gouden Leeuw) – Beste serieacteur (Tobias Moretti)
- 1996: Zilveren Televizier Tulp – Beste buitenlandse televisieserie (Nederlandse prijs op het Gouden Televizier-Ring Gala)
- 1996: Goldene Romy – De meest populaire televisiester (Tobias Moretti)
- 1997: Goldene Romy – De meest populaire televisiester (Tobias Moretti)
- 1998: Telegatto – Internationale televisieserie en soaps (Tobias Moretti)
- 2006: Nominatie voor TP de Oro – Beste buitenlandse serie

## Rexomania en film
- In 1995/1996 werd de documentaire Rexomania gemaakt met een kijkje achter de schermen. In de documentaire zijn diverse interviews te zien met de acteurs, de bedenkers van Rex en de dierentrainster. De documentaire is op 18 september 1999 ook door RTL 4 uitgezonden.
- In 1997 werd de film Baby Rex, der Kleine Kommissar gemaakt. Deze film is ook eenmalig door RTL 4 uitgezonden.